# Nine in the Afternoon
Nine in the Afternoon – pierwszy singel z drugiego albumu Panic! at the Disco, Pretty. Odd. Teledysk kręcony był 20 i 21 grudnia 2007. Nine in the Afternoon była pierwszą piosenką, jaką zespół napisał po decyzji, o wyrzuceniu piosenek z albumu, który miał zostać wydany w jesieni 2007. Panic at the Disco zagrali ją po raz pierwszy na Virgin Festival 2007.
Zgodnie z konceptem, klip do piosenki jest „serią przypadkowych, dziwnych zdarzeń z członkami zespołu”. Zawiera on „40 niespodzianek i ludzie będą przedstawieni w różnych okresach, wyglądach, ubraniach, z różnymi fryzurami”. W wywiadzie dla MTV stwierdzono, że w teledysku „są nieuzasadnione, sztuczne wąsy w raczej dziwnej paradzie, prowadzonej przez członków Panic, którzy ubrani są w coś, co można opisać jako ‘Sgt. Pepper-spotyka-rybaka’ (wiele epoletów i bielizny). Każdy z nich ma także wstęgę z napisem 'Pretty Odd'”. Teledysk wyreżyserował Shane Drake, który pracował także przy „I Write Sins Not Tragedies” i „But It’s Better If You Do”. Premiera radiowa „Nine in the Afternoon” odbyła się 29 stycznia 2008, natomiast premiera teledysku 10 lutego.
28 stycznia o godzinie 21:00 (według czasu amerykańskiego) Panic opublikowali „Nine in the Afternoon” na swojej stronie MySpace. Usunęli również demo „We’re So Starving”.
Tego samego dnia z Apple można było już ściągnąć singel.

## Lista utworów

### Digital single
1. „Nine in the Afternoon” (Radio Mix)

### Singel CD[6]
1. „Nine in the Afternoon” (Radio Mix)
2. „Behind the Sea” (Alternate Version)
3. „Do You Know What I’m Seeing?” (Alternate Version)

### Singel CD w Wielkiej Brytanii
1. „Nine in the Afternoon” (Album Version)

### Wielka Brytania: 7" single część 1
1. „Nine in the Afternoon” (Album Version)
2. „Do You Know What I’m Seeing?” (Alternate Version)

### Wielka Brytania: 7" single część 2
1. „Nine in the Afternoon” (Album Version)
2. „Behind the Sea” (Alternate Version)

## Pozycje w listach przebojów
| Lista (2008)                          | Pozycja |
| ------------------------------------- | ------- |
| UK Singles Chart                      | 13      |
| Australian ARIA Singles Chart         | 24      |
| Brazilian Hot 100                     | 57      |
| Canadian Hot 100                      | 58      |
| New Zealand RIANZ Singles Chart       | 34      |
| U.S. Billboard Hot 100                | 76      |
| U.S. Billboard Pop 100                | 58      |
| U.S. Billboard Hot Modern Rock Tracks | 12      |
| U.S. iTunes Alternative Chart         | 1       |